# Gabriele Gori
Gabriele Gori (Firenze, 13 febbraio 1999) è un calciatore italiano, attaccante dell'Avellino.

## Caratteristiche tecniche
È un centravanti, forte fisicamente, mancino di piede, abile nel gioco aereo e nel fare salire la propria squadra.

## Carriera

### Club

#### Gli inizi
Cresciuto calcisticamente nelle giovanili della Sestese, nel 2010 viene notato dagli osservatori della Fiorentina durante alcuni tornei giovanili, al termine di quella stagione passa così a vestire la maglia viola della compagine fiorentina.

#### Fiorentina e vari prestiti
Il 16 luglio 2018 passa in prestito al Foggia, dove il 5 agosto, ha esordito fra i professionisti disputando il match di Coppa Italia andando anche a segno, nella sconfitta per 3-1 contro il Catania.
Il 31 gennaio 2019 passa in prestito al Livorno, dove il 30 marzo dello stesso anno, al debutto con la maglia dei labronici segna la sua prima rete da professionista in Serie B nella partita persa in trasferta per 3-1 contro il Perugia. Il 22 aprile successivo realizza una doppietta (la sua prima in carriera) nell'incontro in trasferta pareggiato 2 a 2 contro il Foggia sua ex squadra.
Il 2 settembre 2019 scende di categoria venendo acquistato (sempre in prestito) dall'Arezzo in C.
Dopo una buona stagione con il club aretino con 9 reti in 21 presenze, il 1º settembre 2020 viene ceduto in prestito al L.R. Vicenza, tornando a giocare in B. Con i veneti disputa 27 partite e mette a segno 3 gol.
Il 13 agosto 2021 viene ceduto ancora una volta a titolo temporaneo in serie cadetta, questa volta al Cosenza. Segna il primo gol con la maglia rossoblù il 27 agosto 2021 nella pesante sconfitta esterna (5-1) contro il Brescia. Si ripete nella giornata successiva sbloccando il match nella gara interna contro il Vicenza, terminata con la vittoria (2-1) dei Lupi. Dopo essere rimasto fermo per infortunio per tutta la seconda metà della stagione, al termine della stessa fa ritorno alla società viola.
Il 3 agosto 2022 viene ceduto in prestito alla Reggina, sempre in Serie B; assomma 34 presenze e segna 3 goal. A fine stagione, a seguito dell'estromissione del club dal campionato, rientra a Firenze.

#### Avellino e prestito al Südtirol
Il 28 agosto 2023 lascia la Fiorentina firmando un triennale per l'Avellino. Nella prima stagione, dopo un inizio difficile, si impone al centro dell'attacco biancoverde; l'anno seguente, pur continuando a giocare con buona continuità, nel calciomercato invernale l'arrivo di Facundo Lescano in Irpinia ne comporta de facto la cessione.
Il 31 gennaio 2025 fa quindi ritorno in Serie B trasferendosi in prestito al Südtirol. Il 1° maggio seguente segna il primo goal con gli altoatesini, trasformando il rigore che permette al Südtirol di superare il Palermo in trasferta per 1-2; va poi ancora a segno, sempre dagli undici metri, nel pareggio per 3-3 contro il Pisa alla penultima di campionato.

### Nazionale
Compie tutta la trafila delle nazionali giovanili italiane. Nell'agosto 2018, ha debuttato nella nazionale Under-20 italiana, dove successivamente, ha preso parte al Campionato mondiale di calcio Under-20 2019.

## Statistiche

### Presenze e reti nei club
Statistiche aggiornate al 14 maggio 2025.
| Stagione        | Squadra         | Campionato      | Campionato | Campionato | Coppe nazionali | Coppe nazionali | Coppe nazionali | Coppe continentali | Coppe continentali | Coppe continentali | Altre coppe | Altre coppe | Altre coppe | Totale | Totale |
| Stagione        | Squadra         | Comp            | Pres       | Reti       | Comp            | Pres            | Reti            | Comp               | Pres               | Reti               | Comp        | Pres        | Reti        | Pres   | Reti   |
| --------------- | --------------- | --------------- | ---------- | ---------- | --------------- | --------------- | --------------- | ------------------ | ------------------ | ------------------ | ----------- | ----------- | ----------- | ------ | ------ |
| 2018-gen. 2019  | Foggia          | B               | 9          | 0          | CI              | 1               | 1               | -                  | -                  | -                  | -           | -           | -           | 10     | 1      |
| gen.-giu. 2019  | Livorno         | B               | 6          | 3          | CI              | 0               | 0               | -                  | -                  | -                  | -           | -           | -           | 6      | 3      |
| 2019-2020       | Arezzo          | C               | 21         | 9          | CI+CI-C         | 0               | 0               | -                  | -                  | -                  | -           | -           | -           | 21     | 9      |
| 2020-2021       | Vicenza         | B               | 27         | 3          | CI              | 1               | 1               | -                  | -                  | -                  | -           | -           | -           | 28     | 4      |
| 2021-2022       | Cosenza         | B               | 18         | 5          | CI              | 0               | 0               | -                  | -                  | -                  | -           | -           | -           | 18     | 5      |
| 2022-2023       | Reggina         | B               | 34+1       | 3          | CI              | 1               | 0               | -                  | -                  | -                  | -           | -           | -           | 36     | 3      |
| 2023-2024       | Avellino        | C               | 37+4       | 11         | CI-C            | 2               | 1               | -                  | -                  | -                  | -           | -           | -           | 43     | 12     |
| 2024-gen. 2025  | Avellino        | C               | 21         | 5          | CI+CI-C         | 2+3             | 0+1             | -                  | -                  | -                  | -           | -           | -           | 26     | 6      |
| Totale Avellino | Totale Avellino | Totale Avellino | 58+4       | 16         |                 | 7               | 2               |                    | -                  | -                  |             | -           | -           | 69     | 18     |
| gen.-giu. 2025  | Südtirol        | B               | 9          | 2          | CI              | -               | -               | -                  | -                  | -                  | -           | -           | -           | 9      | 2      |
| Totale carriera | Totale carriera | Totale carriera | 186        | 39         |                 | 10              | 4               |                    | -                  | -                  |             | -           | -           | 196    | 43     |

#### Cronologia presenze e reti in nazionale
| Cronologia completa delle presenze e delle reti in nazionale ― Italia under 20 | Cronologia completa delle presenze e delle reti in nazionale ― Italia under 20 | Cronologia completa delle presenze e delle reti in nazionale ― Italia under 20 | Cronologia completa delle presenze e delle reti in nazionale ― Italia under 20 | Cronologia completa delle presenze e delle reti in nazionale ― Italia under 20 | Cronologia completa delle presenze e delle reti in nazionale ― Italia under 20 | Cronologia completa delle presenze e delle reti in nazionale ― Italia under 20 | Cronologia completa delle presenze e delle reti in nazionale ― Italia under 20 |
| Data                                                                           | Città                                                                          | In casa                                                                        | Risultato                                                                      | Ospiti                                                                         | Competizione                                                                   | Reti                                                                           | Note                                                                           |
| ------------------------------------------------------------------------------ | ------------------------------------------------------------------------------ | ------------------------------------------------------------------------------ | ------------------------------------------------------------------------------ | ------------------------------------------------------------------------------ | ------------------------------------------------------------------------------ | ------------------------------------------------------------------------------ | ------------------------------------------------------------------------------ |
| 8-8-2018                                                                       | Misano Adriatico                                                               | Italia under 20                                                                | 4 – 0                                                                          | San Marino under 20                                                            | Elite League Under-20                                                          | 1                                                                              | Cap.                                                                           |
| 20-11-2018                                                                     | Katwijk                                                                        | Paesi Bassi under 20                                                           | 3 – 2                                                                          | Italia under 20                                                                | Elite League Under-20                                                          | -                                                                              | 84’ 88’                                                                        |
| 29-5-2019                                                                      | Bydgoszcz                                                                      | Italia under 20                                                                | 0 – 0                                                                          | Giappone under 20                                                              | Mondiali Under-20 2019 - 1º turno                                              | -                                                                              | 89’                                                                            |
| 14-6-2019                                                                      | Gdynia                                                                         | Italia under 20                                                                | 0 – 1 dts                                                                      | Ecuador under 20                                                               | Mondiali Under-20 2019 - Finale 3º posto                                       | -                                                                              | 62’                                                                            |
| 15-10-2019                                                                     | Guarda                                                                         | Portogallo under 20                                                            | 3 – 4                                                                          | Italia under 20                                                                | Elite League Under-20                                                          | 1                                                                              | 50’                                                                            |
| Totale                                                                         |                                                                                | Presenze                                                                       | 5                                                                              |                                                                                | Reti                                                                           | 2                                                                              |                                                                                |

## Palmarès

### Individuale
- Golden Boy del Torneo di Viareggio: 1

2018